# Division 1 i amerikansk fotboll 1997
Division 1 var den näst högsta serien i amerikansk fotboll för herrar i Sverige 1997. Serien var uppdelad i två serier, norra och södra, där vinnarna fick kvala mot de två sämsta Superserielagen. Vinst gav 2 poäng, oavgjort 1 poäng och förlust 0 poäng.
Vinnarna Tyresö Royal Crowns och Carlstad Crusaders gick upp till Superserien.

## Norra
Serien spelades i form av två konferenser men med gemensam tabell. Lagen möttes i dubbelmöten i den egna konferensen och i enkelmöten mellan konferenserna. 

Tyresö Royal Crowns vann den norra divisionen med nio raka segrar och poängskillnaden 301-71.

### Serieindelning
Konferens A:

KTH Osquars

Roslagen Bulldogs

Solna Chiefs

Tyresö Royal Crowns
Konferens B:

Karlskoga Wolves

Linköping Dragons

Nyköping Baltic Beasts

## Södra
Serien spelades i form av två konferenser men med gemensam tabell. Lagen möttes i dubbelmöten i den egna konferensen och i enkelmöten mellan konferenserna. Eftersom Skövde drog sig ur och lagen spelade olika antal matcher fick tabellen avgöras med vinstprocent.
|   | Lag                | SM | V | O | F | GP  | IP  | Poäng | %   |
| - | ------------------ | -- | - | - | - | --- | --- | ----- | --- |
| 1 | Carlstad Crusaders | 8  | 8 | 0 | 0 | 357 | 82  | 16    | 100 |
| 2 | Ystad Rockets      | 9  | 7 | 0 | 2 | 324 | 149 | 14    | 78  |
| 3 | Borås Rhinos       | 8  | 6 | 0 | 2 | 211 | 145 | 12    | 75  |
| 4 | Halmstad Eagles    | 9  | 4 | 0 | 5 | 207 | 228 | 8     | 44  |
| 5 | Lund Vikings       | 9  | 3 | 0 | 6 | 136 | 263 | 6     | 33  |
| 6 | Majorna Mustangs   | 9  | 2 | 0 | 7 | 131 | 221 | 2     | 22  |
| 7 | Lidköping Lakers   | 8  | 0 | 0 | 8 | 35  | 301 | 0     | 0   |
| - | Skövde Dukes*      | -  | - | - | - | -   | -   | -     | -   |

|                    | BR    | CC    | HE    | LL   | LV    | MM    | YR    |
| ------------------ | ----- | ----- | ----- | ---- | ----- | ----- | ----- |
| Borås Rhinos       |       | 14-32 | -     | 38-0 | 60-40 | 14-7  | -     |
| Carlstad Crusaders | 26-2  |       | 62-12 | 41-0 | 45-14 | -     | -     |
| Halmstad Eagles    | 26-29 | -     |       | 27-0 | 27-6  | 20-40 | 32-44 |
| Lidköping Lakers   | 0-22  | 6-80  | -     |      | -     | 14-23 | 7-50  |
| Lund Vikings       | -     | -     | 6-23  | 20-8 |       | 14-7  | 8-18  |
| Majorna Mustangs   | -     | 14-43 | 5-22  | -    | 17-22 |       | 6-48  |
| Ystad Rockets      | 14-32 | 20-28 | 36-18 | -    | 58-6  | 36-12 |       |

Färgkoder:
     – Kvalspel.

     – Nedflyttning.

- Skövde Dukes drog sig ur

## Kval
- 3/8 Tyresö Royal Crowns - Västerås Roedeers  37-12
- 3/8 Carlstad Crusaders - Arlanda Jets 21 - 14